# 伊東深水
伊東 深水（いとう しんすい、1898年（明治31年）2月4日 - 1972年（昭和47年）5月8日）は、大正昭和期の浮世絵師・日本画家・版画家。本名伊東一。娘に女優の朝丘雪路がいる。
歌川派浮世絵の正統を継いでおり、日本画独特の柔らかな表現による美人画が有名。人気の「美人画」以外の画題を描きたくとも、それ以外の注文が来ず、画家として困惑する時期もあった。本妻の好子をモデルに大作を数多く発表し評価を高めた。戦後は美人画とも並行し、個人的に独自の題材で日本画を制作することが多かった。人気のあまり、戦後には多くの作品が複製版画として頒布されるようになった。

## 経歴
1898年、東京府東京市深川区深川西森下町（現東京都江東区森下一丁目）に生まれる。伊東半三郎の長男。1905年、東川国民学校（現在の江東区立東川小学校）に入学。同級生に伊東の友人となった関根正二がいた。

1907年、小学校3年で中退、以後は看板屋に奉公し住み込みで働く。1908年、職工となり深川区深川東大工町（現江東区白河四丁目）の東京印刷株式会社の活字工になる。日本画家の中山秋湖に日本画を習う。1911年、鏑木清方へ入門し深川の水にちなむ「深水」の号を与えられる。この頃から実業補習学校に入学し、昼の勤務後、夜学に通い、夜中に絵を描くという生活が続いた。
1912年（大正元年）、第12回巽画会展に『のどか』が初入選。1913年（大正2年）、巽画会1等褒状。1914年、再興第1回院展に『桟敷の女』が入選、東京印刷を退社する。1915年（大正4年）、第9回文展に『十六の女』が初入選。1916年（大正5年）、版元渡辺庄三郎と出会い、渡辺版画店（現 ㈱渡邊木版美術画舗）から第1作『対鏡』を発表、伝統的技法による新版画運動に参加、以後、昭和35年迄木版画の制作を続け、渡邊版新版画は135点、伊勢辰版５点、勝村版２点、堀田時計店で4点制作。また、東京日日新聞などに挿絵を描く。1919年（大正8年）、好子と結婚し長男と次男をもうける。
1922年（大正11年）、平和記念東京博覧会で『指』が2等銀牌、同年中国大陸へ旅行。1927年（昭和2年）、大井町に深水画塾を設立。1932年、人物画の再興を目指し「青々会」を設立。
1933年（昭和8年）、帝展第一部（日本画）の審査員に就任。
1935年（昭和10年）、料亭「勝田」の女将であった勝田麻起子との間に雪会（後の朝丘雪路）をもうけた。1939年（昭和14年）、再び中国大陸へ旅行。1943年（昭和18年）、召集され海軍報道班員として南方諸島へ派遣、外地で4000枚ものスケッチをする。
太平洋戦争のさなか、東京が空襲に見舞われると1945年（昭和20年）3月から1949年（昭和24年）8月まで長野県小諸市に疎開する。1948年、『鏡』で第4回日本芸術院賞受賞。1949年（昭和24年）、鎌倉に転居。1950年（昭和25年）、白鳥映雪、児玉希望、奥田元宋、佐藤太清等と日月社を結成、後進の育成にあたる。1958年（昭和33年）、日本芸術院会員に推挙。1972年（昭和47年）、癌により5月8日没。享年75。墓所は品川区上大崎の隆崇院にある。法名は画光院一誉明澄深水大居士といった。

## 人物

### 人柄
幼くして鏑木清方の門に入り、15歳の時に巽画会に入選。文展、帝展に出品し悉く入選した。浮世絵系統に於ける有数の作家であった。師の清方と同年に没した。趣味は釣魚、清元、小唄、古器愛玩。

### 弟子
歌川国芳から月岡芳年、水野年方、鏑木清方、伊東深水と続く流れを「玄冶店派」という。深水の門人には、徳永春穂、志村立美、白鳥映雪、岩田専太郎、立石春美、浜田台児、八幡白帆、朝倉摂、高木義夫、水戸童、大竹五洋がいる。

## 代表的な作品

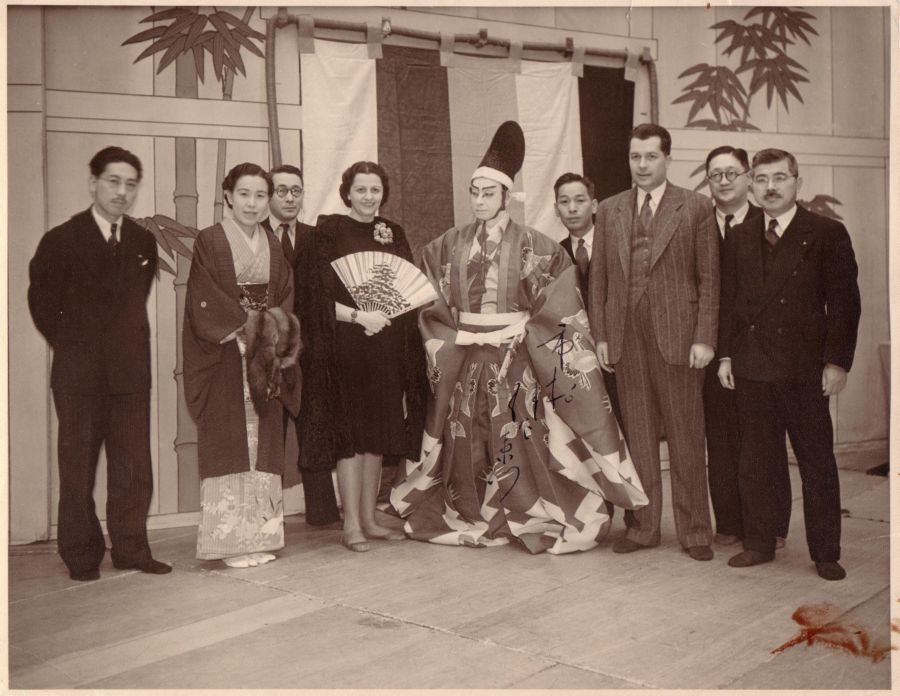
右から4人目、市村羽左衛門の後ろに居るのが伊東（1930年）

- 『対鏡』木版（1916年） - 東京国立近代美術館所蔵
- 『遊女』木版（1916年） - 東京国立近代美術館所蔵
- 『明石の曙』木版（1916年） - 東京国立近代美術館所蔵
- 『指』（1922年）
- 『湯気』（1924年）
- 『羽子の音』（1927年）
- 『潮干狩』（6曲1隻1929年）
- 『秋晴れ』（1929年）
- 『暮方』（1932年）
- 『宵』（1933年）
- 『桜花図』（6曲1隻1939年）
- 『銀河祭』（1946年）
- 『吹雪』（1947年）
- 『信濃路風景』（1948年）
- 『髪』（2曲1隻1949年）
- 『聞香』絹本着色 （1950年） - 東京国立近代美術館所蔵
- 『清方先生像』絹本着色 （1951年） - 東京国立近代美術館所蔵
- 『春宵（東おどり）』（4曲1隻1954年）
- 『吉野太夫』（1966年）
- 『伊達巻の女』
- 『口紅』
- 『雪の女』
- 『丸髷』
- 『社頭の雪』
- 『姿見』絹本着色 - 城西大学水田美術館所蔵
- 『大島婦女図』紙本着色 - 熊本県立美術館所蔵
- 『月夜図』紙本着色 - 熊本県立美術館所蔵など

## 作品収蔵先
- 東京国立近代美術館
- 山種美術館
- 埼玉県立近代美術館
- 岐阜県美術館
- 国立劇場
- 伊東近代美術館　など

## 家族・親族
- 父：半三郎[1]
- 妻：好（1894年 -?、東京、永井政治の長女）[1][9]
- 男：正一（1920年 - ）[1][9]
- 次男：伊東万燿（1921年9月16日 - 1970年11月26日[10]。日本画家。日展評議員。本名は満[1]）
- 息子
  - 勝田深氷（1937年 - 2012年7月31日[11][12]。かつたしんぴょう。日本画家。本名は慎一）
  - 勝田祥三（電通で映像事業局長などを務めた[13][14]。1941年 - ）
- 娘：朝丘雪路（1935年 - 2018年。非嫡出子。女優。俳優の津川雅彦の妻）
- 孫：真由子（1974年 -。女優 ）